# Athie (Costa d'Or)
Athie és un municipi francès, situat al departament de la Costa d'Or i a la regió de Borgonya - Franc Comtat. L'any 2007 tenia 90 habitants.

## Demografia

### Població
El 2007 la població de fet d'Athie era de 90 persones. Hi havia 36 famílies, de les quals 8 eren unipersonals (8 dones vivint soles i 8 dones vivint soles), 8 parelles sense fills i 20 parelles amb fills.
La població ha evolucionat segons el següent gràfic:
Habitants censats

### Habitatges
El 2007 hi havia 52 habitatges, 37 eren l'habitatge principal de la família, 10 eren segones residències i 5 estaven desocupats. 51 eren cases i 1 era un apartament. Dels 37 habitatges principals, 33 estaven ocupats pels seus propietaris i 4 estaven llogats i ocupats pels llogaters; 3 tenien dues cambres, 5 en tenien tres, 14 en tenien quatre i 15 en tenien cinc o més. 29 habitatges disposaven pel capbaix d'una plaça de pàrquing. A 10 habitatges hi havia un automòbil i a 21 n'hi havia dos o més.

### Piràmide de població
La piràmide de població per edats i sexe el 2009 era:
| Homes | Edats   | Dones |
| ----- | ------- | ----- |
| 0     | 95 o +  | 0     |
| 0     | 90 a 94 | 0     |
| 0     | 85 a 89 | 0     |
| 0     | 80 a 84 | 0     |
| 4     | 75 a 79 | 0     |
| 8     | 70 a 74 | 4     |
| 0     | 65 a 69 | 0     |
| 4     | 60 a 64 | 4     |
| 0     | 55 a 59 | 0     |
| 0     | 50 a 54 | 4     |
| 12    | 45 a 49 | 8     |
| 0     | 40 a 44 | 8     |
| 4     | 35 a 39 | 0     |
| 8     | 30 a 34 | 4     |
| 0     | 25 a 29 | 0     |
| 0     | 20 a 24 | 4     |
| 4     | 15 a 19 | 4     |
| 4     | 10 a 14 | 8     |
| 8     | 5 a 9   | 0     |
| 0     | 0 a 4   | 0     |

## Economia
El 2007 la població en edat de treballar era de 56 persones, 39 eren actives i 17 eren inactives. De les 39 persones actives 37 estaven ocupades (20 homes i 17 dones) i 2 estaven aturades (2 dones i 2 dones). De les 17 persones inactives 10 estaven jubilades, 2 estaven estudiant i 5 estaven classificades com a «altres inactius».
Activitats econòmiques
Dels 3 establiments que hi havia el 2007, 1 era d'una empresa de construcció i 2 d'empreses de serveis.
L'únic servei als particulars que hi havia el 2009 era un paleta.
L'any 2000 a Athie hi havia 3 explotacions agrícoles que ocupaven un total de 537 hectàrees.

## Poblacions més properes
El següent diagrama mostra les poblacions més properes.